# Матеус Салданья
Матеус Боніфасіу Салданья Марінью або просто Матеус Салданья (порт.-браз. Matheus Bonifácio Saldanha Marinho / Matheus Saldanha; нар. 18 серпня 1999, Убераба, Бразилія) — бразильський футболіст, нападник угорського клубу «Ференцвароша».

## Клубна кар'єра
Народився в місті Уберабі, штат Мінас-Жерайс. У 2018 році приєднався до молодіжної команди «Баїя», спочатку в оренду з «Одакса». 1 липня 2019 року, після того, як Матеус успішно виступав за молодіжний (U-20) склад «Баїї», його викупили й юний нападник підписав 3-річний контракт.
У сезоні 2020 року Салдану підвищили до першої команди, і дебютував у першій команді 22 січня того ж року, вийшов у стартовому складі в нічийному (1:1) матчі Ліги Баїяно проти «Жуазейренсе». 9 лютого відзначився першим голом у дорослому футболі, відзначився 2-м голом своєї команди у переможному (3:1) виїзному матчі проти «Якобіни».
У Серії А дебютував 12 серпня 2020 року, вийшов замість Россі в переможному (1:0) домашньому матчі проти «Корітіби». Першим голом в еліті бразильського футболу відзначився 16 вересня, відзначився другим голом своєї команди в програному (2:3) виїзному поєдинку проти «Корінтіанса».
У 2021 році перейшов в оренду до клубу Джей-ліги 2 «ДЖЕФ Юнайтед Тіба». По завершення сезону з «Баїї» офіційно перейшов до «ДЖЕФ Юнайтед Тіба».
У 2022 році Салданья орендував клуб китайської Суперліги «Ченду Рончен» на середину сезону 2022 року. Залишив клуб після закінчення другої половини залишив «Ченду».
Напередодні старту сезону 2023 року повернувся до «ДЖЕФ Юнайтед Тіба».
28 липня 2023 року стало відомо, що Салданья підписав 4-річний контракт із грандом сербського футболу, «Партизаном». Як повідомлялося, сербський клуб заплатив «ДЖЕФ Юнайтед» компенсацію в розмірі 1 300 000 євро, при цьому гравець вибрав футболку з 11 номером, яку раніше носив Рікарду Гоміш. А вже наступного ж дня після свого переходу, відзначився голом у дебютном для себе поєдинку, на виїзді (3:3) проти ТСЦ на однойменному стадіоні. Тиждень по тому відзначився своїм другим голом після асисту Бібраса Натхо в переможному (2:0) матчі проти «Воєводини». У третьому кваліфікаційному раунді Ліги конференцій Європи УЄФА відзначився голом у двоматчевому протистоянні з «Сабахом». 27 серпня відзначився третім голом у Суперлізі в переможному (3:1) матчі проти «Явора». Після навісу Крістіяна Беліча переграв голкіпера суперників переступами й відправив м'яч у ворота. У вересні та жовтні продовжив демонструвати хорошу форму, відзначився 6-ма голами і віддав 3 результативні передачі.
У вересні 2024 року Салданья підписав новий контракт з угорським клубом «Ференцварош».

## Статистика виступів

### Клубна
Станом на 2 грудня 2023
| Клуб                         | Сезон   | Ліга                      | Ліга  | Ліга | Чемпіонат штату | Чемпіонат штату | Кубок | Кубок | Конт. кубок | Конт. кубок | Інші  | Інші | Загалом | Загалом |
| Клуб                         | Сезон   | Дивізіон                  | Матчі | Голи | Матчі           | Голи            | Матчі | Голи  | Матчі       | Голи        | Матчі | Голи | Матчі   | Голи    |
| ---------------------------- | ------- | ------------------------- | ----- | ---- | --------------- | --------------- | ----- | ----- | ----------- | ----------- | ----- | ---- | ------- | ------- |
| «Баїя»                       | 2020    | Серія A                   | 17    | 2    | 12              | 1               | 0     | 0     | 2           | 0           | 3     | 0    | 34      | 3       |
| «ДЖЕФ Юнайтед Тіба» (оренда) | 2021    | Джей-ліга 2               | 31    | 3    | —               | —               | 1     | 0     | —           | —           | —     | —    | 32      | 3       |
| «ДЖЕФ Юнайтед Тіба»          | 2022    | Джей-ліга 2               | 16    | 1    | —               | —               | 0     | 0     | —           | —           | —     | —    | 16      | 1       |
| «Ченду Рончен»               | 2022    | Китайська Суперліга       | 19    | 3    | —               | —               | 0     | 0     | —           | —           | —     | —    | 19      | 3       |
| «ДЖЕФ Юнайтед Тіба»          | 2023    | Джей-ліга 2               | 0     | 0    | —               | —               | 0     | 0     | —           | —           | —     | —    | 0       | 0       |
| «Нефтчі» (оренда)            | 2022–23 | Прем'єр-ліга Азербайджану | 17    | 5    | —               | —               | 3     | 0     | —           | —           | —     | —    | 20      | 5       |
| «Партизан»                   | 2023–24 | Суперліга Сербії          | 15    | 11   | —               | —               | 2     | 0     | 4           | 1           | —     | —    | 21      | 12      |
| Загалом                      | Загалом | Загалом                   | 115   | 25   | 12              | 1               | 6     | 0     | 6           | 1           | 3     | 0    | 142     | 27      |

1. ↑  Матч(і) в Південноамериканському кубку
2. ↑  Матч(і) в Кубку Нордесте

## Досягнення

### Клубні
«Баїя»
- Ліга Баїяно
  -  Чемпіон (1): 2020

«Ференцварош»
- Чемпіонат Угорщини
  -  Чемпіон (1): 2024/25

### Індивідуальні
- Найкращий бомбардир сербської Суперліги: 2023/24 (17 голів)